# Claus Spechtl
Claus Spechtl (* 29. Oktober 1956 in Wien) ist ein österreichischer Jazzgitarrist. 

## Studium
Claus Spechtl ist der jüngere Bruder des Schauspielers Rainer Spechtl. Er studierte Jazzgitarre am damaligen Konservatorium der Stadt Wien (mittlerweile MUK) und, da ursprünglich keine Musikerlaufbahn geplant war, gleichzeitig Mathematik und Physik an der Universität Wien. Nach der Sponsion zum mag.rer.nat. folgten jedoch erste Engagements u. a. im Theater an der Wien und in der ORF-Big Band sowie auch die private musikalische Fortbildung u. a. mit Hilfe von Karl Ratzer in Wien und John Abercrombie in New York.

## Tätigkeit als Musiker
Claus Spechtl war zunächst Orchestermusiker bei den Vereinigten Bühnen Wien, anschließend freiberuflicher Live- und Studiomusiker u. a. für die Wiener Symphoniker, die ORF-Big Band/Orchester Richard Oesterreicher, André Heller („Flic Flac“), Michael Heltau, Peter Alexander, die Wolfgang Lindner Band und Dagmar Koller. Er wirkte in verschiedenen Jazzbands mit, u. a. happy floating mit Karl Ratzer und jazz-in mit Toots Thielemans. Auch arbeitete er mit Ed Neumeister, Robert Politzer, Zipflo Weinrich und dem Ex-Miles-Davis-Bassisten Angus „Bangus“ Thomas zusammen.
Spechtl leitete ein eigenes Trio mit Uwe Urbanowski und Walther Großrubatscher; dieses CS 3o trat u. a. mit Thomas Gansch, Wolfgang Puschnig, Roman Schwaller und Andy Middleton auf. In den Duos Blaulichtviertel und Wiener Blues arbeitete er mit seinem Bruder Rainer. Konzerte gab es in den großen Sälen des Wiener Musikvereins und des Konzerthauses, dem großen Sendesaal des ORF sowie im Porgy & Bess, aber auch auf der Donauinsel, dem Vienna Blues Spring in Reigen und Fernwärme, dem Volksstimmefest oder dem Ottakringer Kirtag. Tourneen führten u. a. nach Deutschland, die Schweiz, Italien und Moskau.

## Pädagogische Tätigkeit
Von 1986 bis 2022 leitete Claus Spechtl die Jazzgitarrenklasse der Musik und Kunst Privatuniversität der Stadt Wien. Außerdem hielt er Improvisationsworkshops und Masterclasses an der Musikhochschule Luzern, auf dem 20th IASJ Meeting im Königlichen Konservatorium Den Haag, im Conservatorio Stanislao Giacomatonio Cosenza, auf Schloss Zeillern und beim Jazzseminar Scheibbs ab. Seit 2022 ist Spechtl als freischaffender Musiker tätig und hält Workshops ab, u. a. im Rahmen der von Mickylee geleiteten „Guitar Days“ an der Seite von Lage Lund, Pasquale Grasso und anderen.

## Diskografie
- Still Pictures, ATS-Records
- We Crossed Our Way, ATS-Records
- Wiener Blues, ATS-Records
- Anne Paseka, Claus Spechtl, Johann Schön Penzing Blue, Elephant Records

## Lexikalischer Eintrag
- Georg Demcisin: Spechtl, Brüder. In: Oesterreichisches Musiklexikon. Online-Ausgabe, Wien 2002 ff., ISBN 3-7001-3077-5